# Sofoklis Schortsanitis
Sofoklis Schortsanitis (Grčki: Σοφοκλής Σχορτσανίτης; Tiko, Kamerun, 22. lipnja 1985.) je grčki profesionalni košarkaš. Igra na poziciji centra, a trenutačno je član grčkog euroligaša Olympiakosa. Izabran je u 2. krugu (34. ukupno) NBA drafta 2003. od strane Los Angeles Clippers. 

## Karijera
Karijeru je započeo kao član grčkog prvoligaša Iraklisa Thessaloníkija. U svojoj prvoj profesionalnoj sezoni prosječno je igrao 6,4 minute i postizao 2,6 poena. Zatim je otišao u talijanski Pallacanestro Cantù. Nakon samo jedne sezone provedene u Italiji, natrag se vraća u svoju domovinu i igra za Aris Thessaloníki. 
Nakon povratka u Grčku ostvario je veliki napredak i postao je meta američkih NBA skauta kao igrač s velikim "neograničenim potencijalom". Tijekom sezone 2005./06. George Garbolas, Olympiakosov direktor doveo ga je u njihove redove. Grčkim mediji kritizirali su Garbolasa što je doveo previše "teškog" Schortsanitisa, no Garbolas je svima dokazao da su u krivu jer je Schortsanitis ubrzo izgubio na svojoj težini. Schortsanitis je postao veoma važnim "kotačićem" Olympiakosa i njegovi impresivni nastupi doveli su do poziva u grčku košarkašku reprezentaciju. 

## Grčka košarkaška reprezentacija
S grčkom reprezentacijom osovojio je srebrnu medalju na Svjetskom prvenstvu u Japanu 2006. i brončanu medalju na Europskom prvenstvu u Poljskoj 2009. godine.

## Vanjske poveznice
- Službena stranica  Arhivirana inačica izvorne stranice od 22. ožujka 2008. (Wayback Machine) (grč.) (engl.)
- Profil na Euroleague.net
- Profil  Arhivirana inačica izvorne stranice od 6. travnja 2012. (Wayback Machine) na Draftexpress.com
- Profil[neaktivna poveznica] na NBADraft.net
- Profil  Arhivirana inačica izvorne stranice od 20. ožujka 2021. (Wayback Machine) na Basketpedya.com